# Jane Ramsey
Jane Ramsey, baronne Ramsey de Wall Heath est une femme politique britannique et conseillère en santé. Elle préside le conseil d'administration de l'association caritative nationale Young Epilepsy, et est conseillère principale en matière de normes et d'éthique auprès du Parti travailliste et membre du Comité sur les normes dans la vie publique. Elle est membre de la Chambre des lords depuis 2024.

## Carrière
Après une formation d'avocat, Ramsey est présidente du Cambridge University Hospitals NHS Foundation Trust de 2012 à 2016, et auparavant vice-présidente de l'University College London Hospitals. Elle siège également au conseil de la Royal Pharmaceutical Society et au comité d'audit et des risques du ministère de la Santé, préside une association locale de logement et est responsable juridique de deux arrondissements de Londres. Elle préside le conseil d'administration de l'association caritative nationale contre l'épilepsie Young Epilepsy depuis octobre 2016,.
De 2016 à 2020, elle est membre indépendante du Comité sur les normes de la vie publique. À la suite de la publication en 2020 d'un rapport de la Commission pour l'égalité et les droits de l'homme sur l'antisémitisme au sein du Parti travailliste, elle est nommée pour établir une nouvelle procédure de plainte indépendante pour le parti.
Ramsey est nommé pour une pairie à vie par le leader travailliste Keir Starmer,, et créée baronne Ramsey de Wall Heath, de Dulwich dans le quartier londonien de Southwark, le 13 mars 2024. Elle est présentée à la Chambre des Lords le 19 mars.

## Vie privée
Ramsey est mariée à Jonathan Slater, un fonctionnaire britannique qui est secrétaire permanent du ministère de l'Éducation de 2016 à 2020,.